# فرودگاه هنگچون
فرودگاه هنگچون (به انگلیسی: Hengchun Airport) یک فرودگاه همگانی با کد یاتا HCN است که یک باند فرود روکش دارد و طول باند آن ۱۷۰۰ متر است. این فرودگاه در کشور تایوان قرار دارد و در ارتفاع ۱۴ متری از سطح دریا واقع شده‌است.

## شرکت‌های هواپیمایی و مقصدهای پروازی
| شرکت‌های هواپیمایی | مقصدهای پروازی |
| ----------------- | -------------- |
| Uni Air           | سونگشان تایپه  |